# Saint-Trivier-sur-Moignans
Saint-Trivier-sur-Moignans è un comune francese di 1 932 abitanti situato nel dipartimento dell'Ain della regione dell'Alvernia-Rodano-Alpi.

## Società

### Evoluzione demografica
Abitanti censiti